# Bilel Ifa
Bilel Ifa (arabe : بلال العيفة), né le 9 mars 1990 à l'Ariana, est un footballeur international tunisien évoluant au poste de défenseur central à Al Olympic Zaouia.

## Biographie

### En club
Le 29 novembre 2007, il signe son premier contrat professionnel avec le Club africain pour une durée de trois ans. Il faut attendre le 1er mars 2008 pour le voir disputer son premier match durant la Ligue des champions de la CAF. En fin de contrat en juin 2010, il prolonge celui-ci de deux ans.
En 2022, il quitte son club formateur après quinze ans pour signer un contrat d'une saison à l'Abha Club.
Lors du mercato estival de la même année,  il résilie son contrat avec son club et rejoint le Koweït SC.

### En équipe nationale
Il se fait connaître à l'occasion de la coupe du monde des moins de 17 ans 2007.
Le 14 novembre 2022, il est sélectionné par Jalel Kadri pour participer à la coupe du monde 2022.

## Palmarès

### En club
- Championnat de Tunisie  (2) : 2008 et 2015
- Coupe de Tunisie (2) : 2017 et 2018
- Coupe nord-africaine des clubs champions (2) : 2008 et 2010
- Coupe du Koweït (1) : 2023

### En sélection
- Coupe Kirin (1) : 2022
- Coupe arabe (0) : finaliste en 2021